# Gyrtona dorsobimaculata
Gyrtona dorsobimaculata är en fjärilsart som beskrevs av Embrik Strand 1917. Gyrtona dorsobimaculata ingår i släktet Gyrtona och familjen nattflyn. Inga underarter finns listade i Catalogue of Life.